# Kris

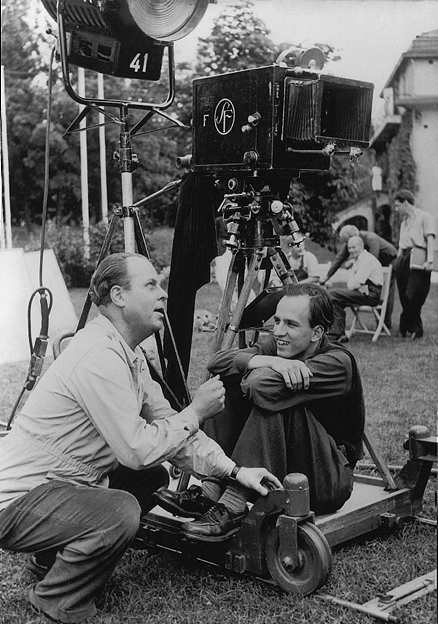
Imatge del rodatge de la pel·lícula d'Ingmar Bergman.

 Kris és una pel·lícula sueca de 1946 dirigida i escrita per Ingmar Bergman. La pel·lícula va ser el primer llargmetratge de Bergman com a directora i també va escriure el guió, que es basa en l'obra de ràdio danesa Moderhjertet (traduïda com The Mother Animal, A Mother's Heart, The Mother Creature i The Maternal Instinct) de Cinema de Suècia.

## Argument
Jenny, mestressa d'un institut de bellesa a Estocolm, arriba a una petita ciutat de província per recuperar la seva filla Nelly, de 18 anys, que havia confiat a una altra dona, Ingeborg Johnson, des del seu naixement... Aquesta, qui acaba de descobrir que està greument malalta, viu modestament, d'alguns cursos de piano i llogant una cambra a Ulf, un jove veterinari enamorat de Jenny...

## Repartiment
- Wiktor Andersson: un músic
- Anna-lisa Baude: un client
- Allan Bohlin: Ulf
- Julia Cæsar: la dona de l'alcalde
- Gus Dahlström: un músic
- Ernst Eklund: Oncle Edvard
- Sture Ericson: un músic
- Holger Höglund: un músic
- Svea Holst: Malin
- Ulf Johansson: un músic
- Inga Landgré: Nelly
- Arne Lindblad: l'alcalde
- Dagny Lind: Ingeborg
- Marianne Löfgren: Jenny
- John Melin: un músic
- Stig Olin: Jack
- Dagmar Olsson: un cantant
- Signa Wirff: Tia Jessie